# Kahramanmaraş (province)
La province de Kahramanmaraş est une des 81 provinces (en turc : il, au singulier, et iller au pluriel) de la Turquie.
Sa préfecture (en turc : valiliği) se trouve dans la ville éponyme de Kahramanmaraş.

## Géographie
Sa superficie est de 14 213 km2.

## Population
Au recensement de 2013, la province était peuplée d'environ 1 034 727 habitants, soit une densité de population d'environ 75 hab./km2. Elle abrite une importante communauté kurde alévie.
| 2000    | 2001    | 2002    | 2003    | 2004    | 2005    | 2006    | 2007      | 2008      |
| ------- | ------- | ------- | ------- | ------- | ------- | ------- | --------- | --------- |
| 937 074 | 947 317 | 956 417 | 965 268 | 974 592 | 984 254 | 994 126 | 1 004 414 | 1 029 298 |

| 2009      | 2010      | 2011      | 2012      | 2013      | 2014      | 2015      | 2016      | 2017      |
| --------- | --------- | --------- | --------- | --------- | --------- | --------- | --------- | --------- |
| 1 037 491 | 1 044 816 | 1 054 210 | 1 063 174 | 1 075 706 | 1 089 038 | 1 096 610 | 1 112 634 | 1 127 623 |

| 2018      | 2019      | 2020      | 2021      | 2022      | 2023      | - | - | - |
| --------- | --------- | --------- | --------- | --------- | --------- | - | - | - |
| 1 144 851 | 1 154 102 | 1 168 163 | 1 171 298 | 1 177 436 | 1 116 618 | - | - | - |

## Administration
La province est administrée par un préfet (en turc : vali)

## Subdivisions
La province est divisée en 10 districts (en turc : ilçe, au singulier).
La ville la plus importante de la province sur le plan démographique après Kahramanmaraş est Elbistan.

## Communes de la province
- Kelibisler köyü